# إي. إس. جوني ووكر
إي. إس. جوني ووكر (بالإنجليزية: E. S. Johnny Walker)‏ هو سياسي أمريكي، ولد في 18 يونيو 1911 في الولايات المتحدة، وتوفي في 8 أكتوبر 2000 في الولايات المتحدة. حزبياً، نشط في الحزب الديمقراطي. وقد انتخب عضو مجلس النواب الأمريكي.